# Gmina Sveta Marija
Gmina Sveta Marija (chorw. Općina Sveta Marija) – gmina w Chorwacji, w żupanii medzimurskiej. W 2011 roku liczyła  2317 mieszkańców.